# Halmaj
Halmaj är en ort i Ungern.   Den ligger i provinsen Borsod-Abaúj-Zemplén, i den nordöstra delen av landet, 170 km nordost om huvudstaden Budapest. Halmaj ligger 118 meter över havet och antalet invånare är 1 869.
Terrängen runt Halmaj är huvudsakligen platt. Halmaj ligger nere i en dal. Runt Halmaj är det ganska tätbefolkat, med 58 invånare per kvadratkilometer. Närmaste större samhälle är Szikszó, 7,4 km sydväst om Halmaj. Trakten runt Halmaj består till största delen av jordbruksmark.